# Лоуренс Джеймс Делукас

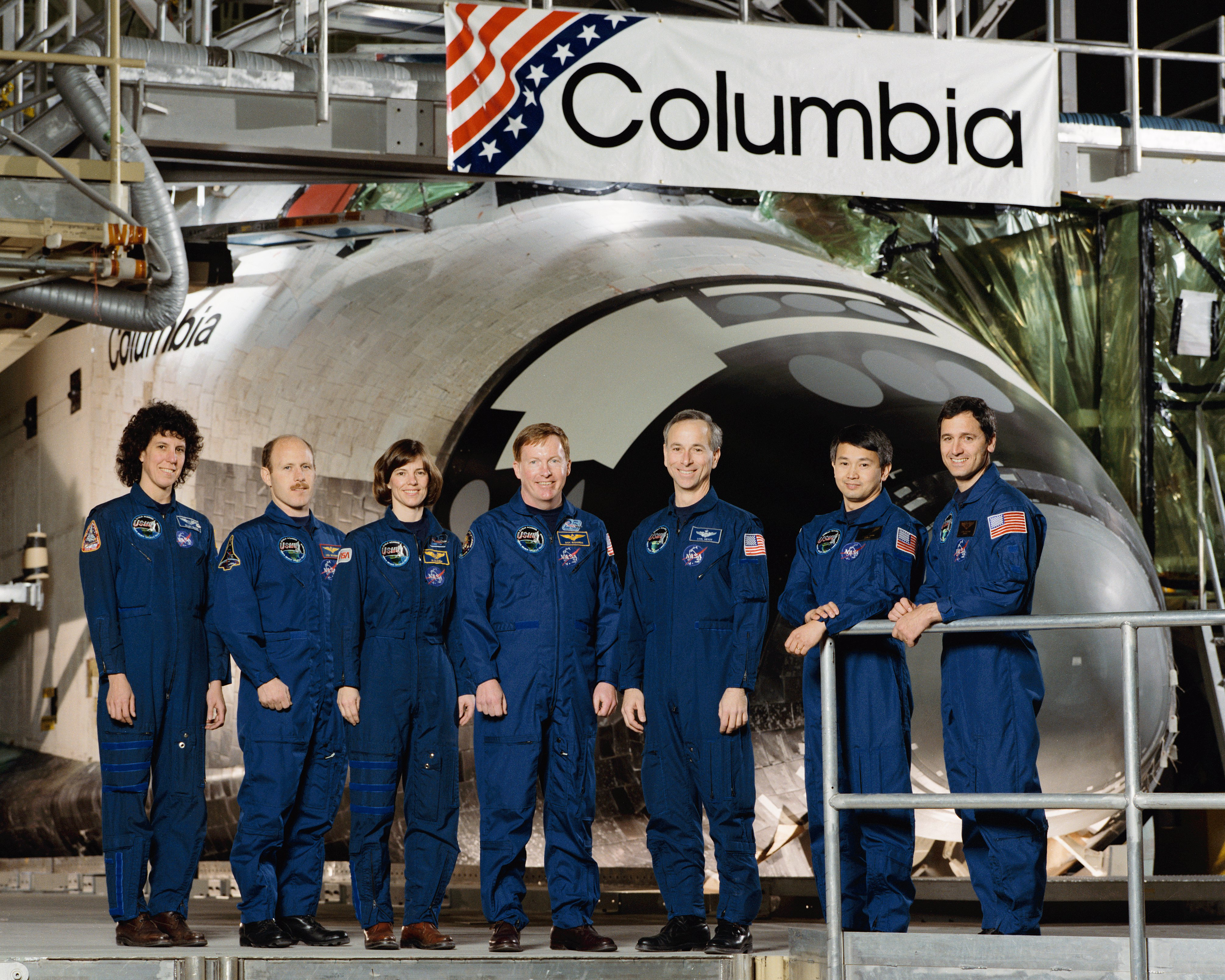
Екіпаж STS-50:Зліва направо: Бейкер, Бауерсокс, Данбар, Річардс, Мід, Трин, Делукас

Лоуренс Джеймс Делукас (англ. Lawrence James 'Larry' DeLuca); нар. 11 липня 1950, Сірак'юс) — лікар, хімік, астронавт США. Здійснив один космічний політ на шатлі «Колумбія» за програмою STS-50 в 1992 році.

## Особисті дані та освіта
Лоуренс Делукас народився 11 липня 1950 року в місті Сіракузи, штату Нью-Йорк, де 1968 року закінчив середню школу. У 1972 році отримав ступінь бакалавра наук у галузі хімії в Університеті штату Алабама, місто Бірмінгем. У тому ж Університеті в 1974 році отримав ступінь магістра хімії, а 1979 року — бакалавра з фізіооптики, в 1981 році — доктор наук з оптометрії, 1982 рік — доктор наук з біохімії.
Одружений з Кетрін Елізабет Гестер, у них троє дітей: син Роберт Лауренс (нар. 21 квітня 1981 p.), син Джон Стефен (нар. 19 травня 1987 p.) і дочка Кетрін Бонефілд (нар. 8 березня 1983 p.). Інтереси: баскетбол, підводне плавання (дайвінг), моделювання літаків, астрономія і читання.

## до НАСА
З 1983 року — консультант Світового онкологічного Центру (при Університеті Алабами), з 1984 року — професор матеріалознавства, з 1989 року — лікар-дослідник Світового онкологічного Центру, з 1988 року — залучається НАСА для консультацій, з 1990 року — член науково-консультативної Ради НАСА по постановці експерименту по визначенню темпу росту кристалів протеїну, з 1990 року — професор лабораторії медичної генетики.

## Польоти у космос
- Перший політ — STS-50[1], шаттл «Колумбія». Політ проходив з 25 червня по 9 липня 1992 року, Лоуренс Делукас брав участь в ньому як спеціаліст із корисного навантаження. Мета польоту — проведення різних фізичних і медико-біологічних експериментів. Дослідження проводились в лабораторному модулі «Спейслеб» у вантажному відсіку корабля. Експерименти з вирощування кристалів проводилися в спеціальній установці багаторазового використання (англ. Crystal Growth Furnace, CGF), щоб дослідити кристалічний зростання в невагомості. Ця піч здатна автоматично обробляти до шести великих зразків при температурах до 1 600 градусів Цельсія. Дослідження полімерних мембран (англ. Investigations into Polymer Membrane Processing, IPMP), які раніше проводили в шести польотах шатлів, виявили ті їх якості, що можуть бути використані для поліпшення або застосування як біофільтрів в біомедичних і промислових процесах. Тривалість польоту склала 13 днів 19 годин 30 хвилин (найтриваліший політ шаттла на той момент)[2].

## Джерело
- Офіційна біографія НАСА [Архівовано 23 листопада 2013 у Wayback Machine.](англ.)